# جامع مهرماه سلطان (أدرنة قابي)
جامع مهرماه سلطان (بالتركية: Mihrimah Sultan Camii)‏ هو مسجد عثماني يقع في حي أدرنة قابي بالقرب من أسوار القسطنطينية البيزنطية في اسطنبول، بتركيا. بني الجامع مهرماه سلطان ابنة السلطان سليمان القانوني وصممه وبناه لها المعماري العثماني الأشهر معمار سنان.
هذا الجامع هو ثاني المسجدين الذين أنشأتهما مهرماه سلطان ابنة السلطان سليمان القانوني وزوجة الصدر الأعظم رستم باشا ويحملان اسمها: أولهما جامع مهرماه سلطان بأسكدار (بين 1546-1548م) وثانيهما جامع مهرماه سلطان بأدرنة قابي. وقد صمم المسجدان المعماري العثماني الأشهر معمار سنان وتم بناء جامع مهرماه سلطان بأدرنة قابي بين أعوام 1562 و 1565م.
يقع جامع مهرماه سلطان على قمة الهضبة السادسة بالقرب من أعلى نقطة من المدينة، والمسجد يُعدّ مَعلماً بارزاً في مدينة اسطنبول.
لم تُدفن مهرماه سلطان في مسجدها هذا ولا في مسجدها الآخر الذي يحمل أيضا اسمها والكائن في أسكدار بالشق الآسيوي من مدينة إسطنبول. ولكنها بعدما وافتها المنيّة في 25 يناير 1578م، دُفنت إلى جانب والدها السلطان سليمان القانوني بمسجده «مسجد السليمانية» في إسطنبول داخل أسوار القسطنطينية، عن يمين قبر والدها.

## التاريخ
صمم المعماري سنان جامع مهرماه سلطان لابنة سليمان القانوني المفضلة، الأميرة «مهرماه سلطان»، وبناه في الفترة من 1562 إلى 1565.

### الزلازل والترميم
تضرر الجامع والمجّع حوله بشدة من جراء الزلازل عدة مرات (بما في ذلك أعوام 1719م، 1766م، 1814م و 1894م)، ورغم الجهود التي بذلت لإعادة ترميم المسجد، إلا أن المباني المصاحبة له تلقت اهتماما أقل من الترميم.
تضررت قبة المسجد خلال زلزال أزميد 1999 الذي قتل حوالي 17.000 شخص وترك وراءه تقريباً نصف مليون شخص بلا مأوى وأصبحت مدينة إزميد منطقة منكوبة. وتطلب ذلك إعادة ترميم القبة، بالإضافة إلى النصف العلوي من المئذنة.

## العمارة

### العمارة الخارجية

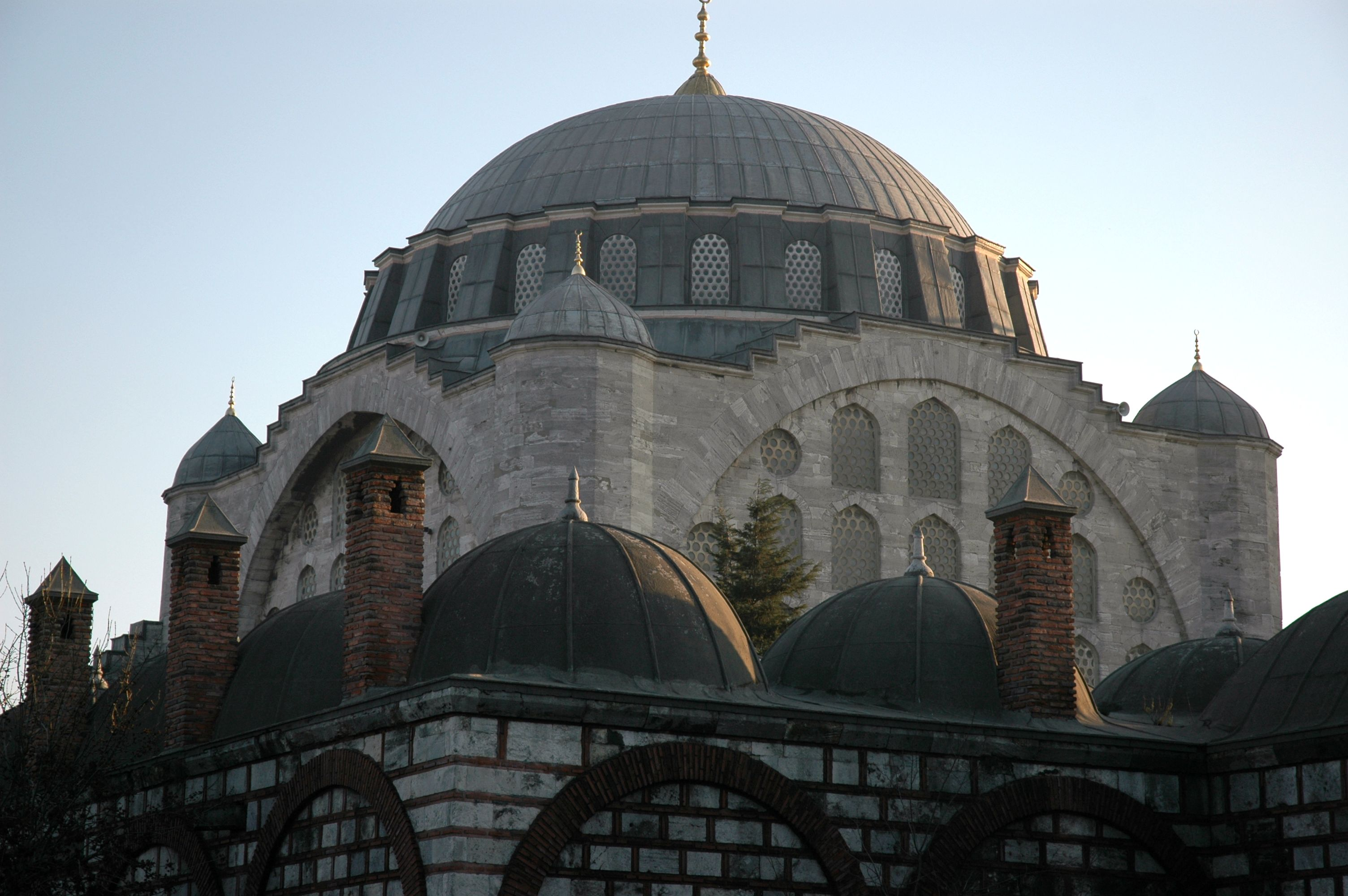
قبة جامع مهرماه سلطان، بأدرنة قابي، باسطنبول.

تم بناء المسجد على مرتفع يطل على الشارع الرئيسي. يوجد فناء كبير (بالتركية: avlu)‏ يحيط بالمسجد به رواق ينقسم إلى حجيرات فردية تشكل «مدرسة». في وسط الفناء الكبير توجد نافورة للوضوء (الشاذروان).
مدخل المسجد يأتي عبر رواق ذو سبعة قباب، وأعمدة من الرخام والجرانيت.
المسجد نفسه على شكل مكعب تعلوه نصف كرة، مع طبل (Tympana) متناظرة ذات نوافذ متعددة على كل من الجوانب الأربعة.
القبة قائمة على أربعة أبراج، برج في كل زاوية؛ وفي قاعدة كل برج عدة نوافذ. المئذنة الوحيدة طويلة ونحيلة، وتحطمت في زلزال عام 1894م على سقف المسجد.

### التصميم الداخلي
الشكل الداخلي للمسجد مكعب وفوقه قبة قطرها 20 متر (66 قدم) وارتفاعها 37 متر (121 قدم). على الجانبين الشمالي والجنوبي توجد ثلاثة أروقة (ممرات) قائمة على أعمدة جرانيتية مفتوحة على الممرات الجانبية مع منصات أعلاها، لكل منهم ثلاثة قباب بها نوافذ.
بالمسجد مساحة هائلة مساحة مغطاة بالنوافذ، مما يجعل المسجد واحد من أكثر أعمال معمار سنان إضاءة. بعض نوافذ الجامع بها زجاج معشّق ملون.

أعمال الزخرفة والزينة المتكررة الداخلية كلها حديثة، ولكن المنبر المنحوت في الرخام الأبيض هو من البناء الأصلي.

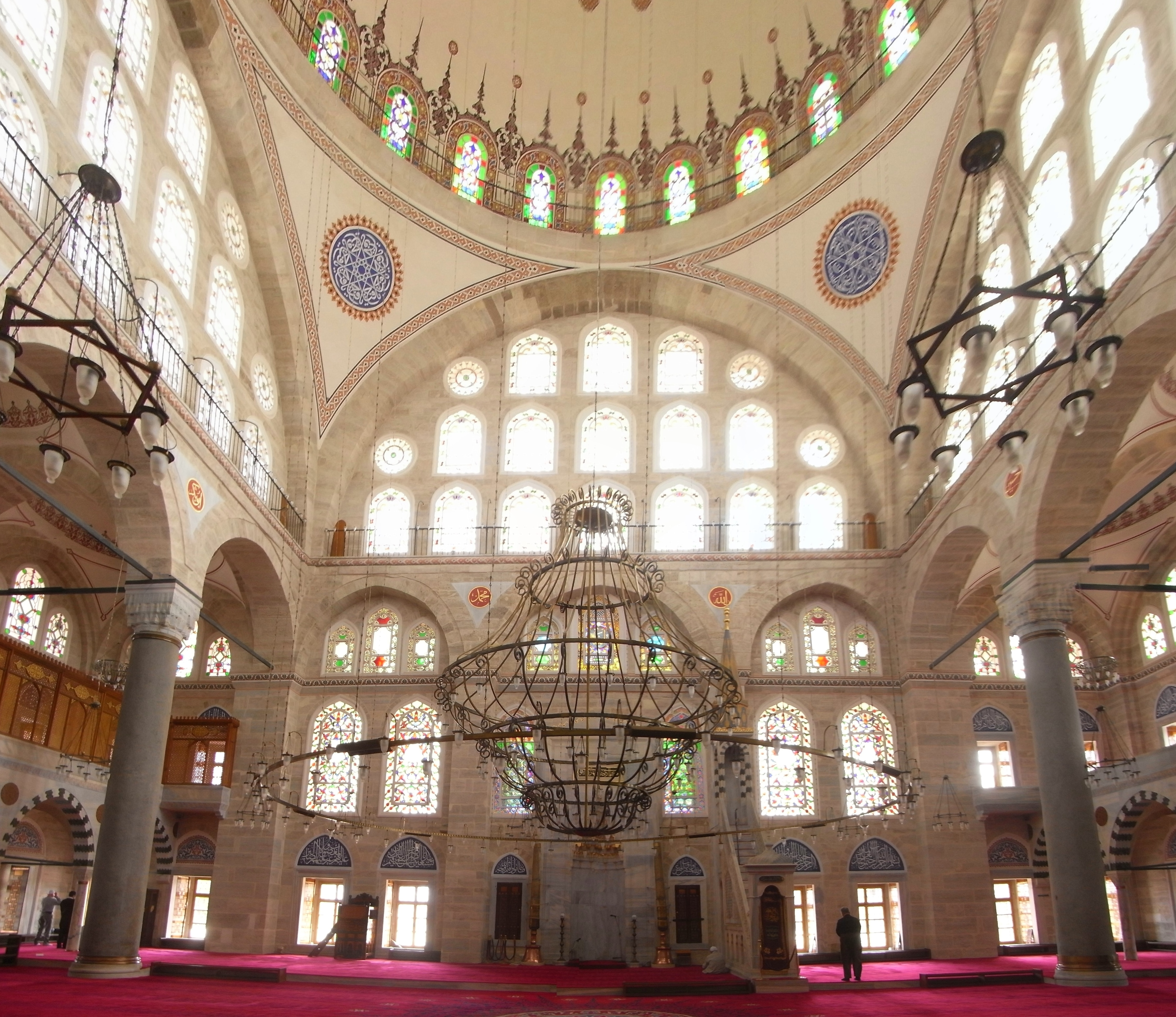
صورة للعمارة الداخلية لجامع مهرماه سلطان، بأدرنة قابي.

### المجمع
بُنيَ جامع مهرماه سلطان ومعه «كلية» (بالتركية: külliye)‏ أي مجموعة منشآت أخرى شملت إلى جانب المدرسة: حمام عام مزدوج، تربة (مدفن) (بالتركية: türbe)‏ وصف من المحلات التجارية أسفل الشرفة التي تم بناء المسجد عليها، حيث كان القصد منها الإنفاق على المسجد «كلية» بواسطة الإيجارات، إذ أن كل المنشآت كان تعمل بالمجان.
المجمع لا يشمل قبر مهرماه سلطان نفسها إذ أن قبرها يقع مع قبر والدها عند مسجد السليمانية، ولكن أطلال التربة (المدفن) الذي هو أيضا من أعمال معمار سنان والكائن خلف المسجد يضم قبور زوج ابنتها الصدر الأعظم سيمز علي باشا (علي باشا السمين)، ابنتها عائشة هوما شاه سلطان (بالتركية: Ayşe Hümaşah Sultan)‏، والأحفاد محمد بك، سهيد مصطفى باشا وعثمان بك وكذلك العديد من أعضاء آخرين من عائلتها.

## المدفن
في التربة (المدفن) الملحقة بالمسجد، دُفنت ابنتها عائشة حماشة سلطان (بالتركية: Ayşe Hümaşah Sultan)‏، وزوج ابنتها الصدر الأعظم سيمز علي باشا، وأحفادها: محمد باي، وشهيد مصطفى باشا وعثمان باي، بالإضافة إلى الكثير من أقاربها.
أما ابنها «عثمان باي» (بخلاف حفيدها الذي يحمل نفس الاسم) فدُفن في مسجدها الآخر، بجامع مهرماه سلطان بأسكدار.

## وصلات خارجية
- مجمع مهرماه سلطان  في أدرنة قابي، Archnet.

إحداثيات: 41°01′45″N 28°56′09″E / 41.02917°N 28.93583°E